# 후루에 아야카
후루에 아야카(古江 彩佳, 2000년 5월 27일 ~ )는 일본의 여자 프로 골프 선수이다. 일본여자프로골프투어에서 8승을 거둔 후 2022년부터 LPGA 투어에서 활약하고 있다.

## 유년 및 아마추어 시절
고베에서 태어나 3세에 골프를 시작했으며, 이후 수영도 함께 병행하였다.  
아마추어 시절 일본 전국 및 간사이 지역 대회에서 여러 차례 우승했고, 2017년과 2018년에는 일본 국가대표로도 활동했다.  
2019년 아마추어 신분으로 JLPGA 투어 '후지쯔 레이디스'에서 우승하며 프로 전향 자격을 얻었다.

## 프로 경력

### 일본여자프로골프투어 (2019–2022)
- 2019년 정식 프로 데뷔와 함께 후지쯔 레이디스 우승
- 2020년 3승 기록 (도카이 클래식, 이토엔 레이디스, 다이오 페이퍼 엘레아 레이디스 오픈)
- 2021년 3승 추가 및 시즌 상금왕 수상

### LPGA 투어 (2022–현재)
- 2022년 7월 스코티시 오픈에서 LPGA 투어 첫 우승
- 2024년 에비앙 챔피언십 우승을 통해 메이저 대회 첫 승

## 프로 통산 우승
- LPGA 투어 우승: 2회
- JLPGA 투어 우승: 8회

## 메이저 대회 성적
- 에비앙 챔피언십: 우승 (2024)
- 미국여자오픈: 공동 6위
- KPMG 위민스 PGA 챔피언십: 공동 8위
- AIG 위민스 오픈: 공동 20위

## 세계 랭킹
연도별 시즌 종료 시점 세계 랭킹:
- 2021년: 14위
- 2022년: 22위
- 2023년: 24위
- 2024년: 8위

## 국가대표 및 팀 대회
- 주니어 골프 월드컵 (2017, 2018)
- 아시안 게임 일본 대표 (2018)
- 인터내셔널 크라운 일본 대표 (2023)

## 기타
- 키: 153cm